# 모리시타 슌
모리시타 슌(일본어: 森下 俊, 1986년 5월 11일 ~ )는 일본의 전 축구 선수이다.

## 구단 경력
그는 2005년부터 2020년까지 J리그의 주빌로 이와타, 교토 상가 FC, 가와사키 프론탈레, 요코하마 FC, 이와테 그루자 모리오카에서 활동하였다.